# أب غرمك (زاز الشرقي)
أب غرمك (بالفارسية: آب‌گرمگ علیا) هي منطقة سكنية تقع في إيران في قسم زاز الشرقي الریفي. يقدر عدد سكانها بـ 46 نسمة.